# William Thomas Kergin
Pour les articles homonymes, voir Kergin.
William Thomas Kergin  (17 mai 1876-21 juillet 1961) est un homme politique canadien de la Colombie-Britannique. Il est député provincial de la libéral de la circonscription britanno-colombienne de Skeena de 1907 à 1909.

## Biographie
Né à St. Catharines en Ontario, Kergin étudie la médecine à l'Université de Toronto. Il travaille ensuite à la Grace Hospital (en) de Toronto avant de s'établir dans l'Ouest canadien. Chargé des hôpitaux de Port Simpson et de Port Essington (en), il se déplace vers Prince Rupert où il fait un partenariat avec son frère.
Kergin prend sa retraite de la pratique de la médecine en 1940 et décède à New Westminster en juillet 1961 à l'âge de 85 ans,.